# Château Ksara
Château Ksara je vinska klet v [[dolini Beka v Libanonu. Leta 1857 so jo ustanovili jezuitski duhovniki. Château Ksara je razvila prvo suho vino v Libanonu. Vino Château Ksara je najbolj priljubljeno v Libanonu, vendar ga je zaradi velike libanonske diaspore po vsem svetu mogoče najti in kupiti v številnih različnih državah. Château Ksara letno proizvede približno 3 milijone steklenic. Njena vina izvažajo v več kot 40 držav. Glavni izvozni trgi so Evropa, ZDA, Kanada, Japonska, Hong Kong, Singapur, Brazilija, Afrika, Avstralija in arabske države.
Med letoma 2005 in 2015 so Château Ksara v dolini Beka uvedli nove sorte grozdja. Château Ksara je prav tako doživel razvoj tehnike, kot je gojenje vinske trte na žicah in pozorna uporaba napredne znanosti s strani francoskih enologov, ki bdijo nad procesi vinifikacije, fermentacije in dekantiranja.

## Zgodovina
Château Ksara so leta 1857 ustanovili jezuitski duhovniki, ki so pridelali prvo suho rdeče vino v državi.
Leta 1898 je bil dosežen mejnik v zgodovini Ksare, ko so na tem mestu po naključju odkrili jamo - umetno jamo - iz rimske dobe. Jame, ki so zdaj dolge dva kilometra, so danes del Ksarine mreže kleti.
Leta 1972 je Vatikan spodbudil svoje samostane k prodaji komercialnega premoženja, Ksaro pa je odkupil lokalni konzorcij poslovnežev. Podjetje je nadaljevalo s proizvodnjo v letih libanonske državljanske vojne. Leta 1991 je novo vodstvo sprožilo številne inovacije, kot so spremembe v človeških virih podjetja, komunikacijske prakse, nove sorte grozdja in razširitev površin. V naslednjih letih je vodstvo Ksare uvedlo inovacije v proizvodne prakse, kupilo novo opremo, investiralo v nove etikete in embalažo, nato pa je začelo marketinško komunikacijsko kampanjo za prenovo zastarele podobe svoje blagovne znamke. Za zaščito svojih pravic intelektualne lastnine je podjetje leta 2003 pri Uradu za usklajevanje na notranjem trgu (OHIM) prijavilo blagovno znamko Skupnosti za Chateau Ksara SAL (v razredu 33).
Château Ksara je najstarejša, največja in najbolj obiskana vinska klet v Libanonu, ki privabi približno 70.000 obiskovalcev na leto, predvsem iz Libanona, pa tudi iz drugih držav, vključno s Francijo, Nemčijo in Združenim kraljestvom (UK).
Leta 2010 so libanonski pridelovalci vina izvozili okoli 2,5 milijona steklenic vina, kar je 13-odstotno letno povečanje, Ksara pa je bila odgovorna za 33 odstotkov proizvodnje. Reserve du Couvent je predstavljal 27 odstotkov vse Ksarine mednarodne prodaje. Od leta 2010 je Ksara proizvedla 2,7 milijona steklenic vina na leto in potrgala več kot dva tisoč osemsto ton grozdja s tristo štirideset hektarjev.

## Vinogradi
Vsi vinogradi Château Ksara so v osrednji in zahodni dolini Beka: posestvo Ksara, Tanail, Mansoura, Tal el Der, Tal Dnoub in Kanafar. Na povprečni nadmorski višini 1000 metrov Beka uživa v suhih poletjih in ima podzemno vodo, ki jo napaja taleči se sneg Libanonskega gorovja in Antilibanona.
Tla segajo od krede, do gline in krede, do gline in apnenca, vendar so vedno kamnita. Beka ima sredozemsko podnebje z močnim deževjem in snegom pozimi, blago pomladjo in suhim – v nekaterih primerih zelo suhim – vročim poletjem. Pobočje na obeh straneh doline in dolina sama ustvarjata edinstveno mikroklimo, v kateri hladne noči nadomestijo vroče poletne dni.

## Izdelki

### Rdeča vina
- Le Souverain
- Le Prieuré
- Réserve du Couvent
- Cuvée De Printemps
- Cuvée IIIème Millénaire
- Château Ksara
- Cabernet sauvignon
- Carignan

### Rose vina
- Sunset
- Gris de Gris
- Rosé de Ksara
- Niansa

### Bela vina
- Chardonnay
- Blanc de Blancs
- Blanc de L'Observatoire
- Merwah

### Sladka alkoholizirana vina
- Moscatel

### Arak
- Ksarak

### Eau-de-vie
Vieille Eau-de-Vie

## Nagrade
Vino Ksara je bilo predstavljeno na tekmovanjih degustacij vin po vsem svetu.
2013: Berliner Wein Trophy 2013 (Berlin Gold) Château Ksara Red 2010 

2013: Berliner Wein Trophy 2013 (Berlin Gold) Reserve du Couvent 2011 

2013: Vinalies d'Argent Château Ksara Chardonnay 2012 

2013: Vinalies d'Argent Château Ksara Le Prieuré Rouge 2011 

2013: Vinalies d'Or Château Ksara Reserve du Couvent Rouge 2011 

2013: Vinalies d'Argent Château Ksara Le Souverain Cent Cinquantenaire 1857-2007 Rouge 2009 

2012: Akademija Pan Arab Web Awards je uradni spletni strani Château Ksara www.ksara.com.lb podelila zlato nagrado za leto 2012 med 450 podjetji v kategoriji pijač. 
2012: Srebrna medalja za Réserve du Couvent 2010 in 2012 X Concurso International de Vinos - Spain

2012: Commended for Réserve du Couvent 2010 in 2012 International Wine Challenge

2012: Srebrna medalja za Le Prieuré, 2010 in 2012 International Wine Challenge

2010-2011: Lebanese Excellence Award

2004: Dve zlati medalji Vinalies Internationales Paris v Franciji